# Jekaterinenburgtijd
Jekaterinenburgtijd (Russisch: екатеринбургское время; jekaterinboergskoje vremja) of YEKT, soms ook Oeraltijd (уральское время; oeralskoje vremja) genoemd, is een tijdzone in Rusland die 5 uur voorloopt op UTC (UTC+5) en 2 uur op Moskoutijd (MSK+2). De tijdzone is vernoemd naar de stad Jekaterinenburg.

## Deelgebieden met Jekaterinenburgtijd
- Basjkirostan (Basjkortostan)
- oblast Koergan
- oblast Orenburg
- kraj Perm
- oblast Sverdlovsk
- oblast Tjoemen
  - Chanto-Mansië
  - Jamalië
- oblast Tsjeljabinsk

## Steden met Jekaterinenburgtijd
Steden met meer dan 100.000 inwoners met Jekaterinenburgtijd:
- Berezniki
- Jekaterinenburg
- Kamensk-Oeralski
- Koergan
- Kopejsk
- Magnitogorsk
- Miass
- Neftejoegansk
- Neftekamsk
- Nizjnevartovsk
- Nizjni Tagil
- Nojabrsk
- Novotroitsk
- Novy Oerengoj
- Oefa
- Oktjabrski
- Orenburg
- Orsk
- Perm
- Pervo-oeralsk
- Salavat
- Soergoet
- Solikamsk
- Sterlitamak
- Tjoemen
- Tobolsk
- Tsjeljabinsk
- Zlato-oest